# Tõrva (gemeente)
Tõrva (Estisch: Tõrva vald) is een gemeente in de Estische provincie Valgamaa. De gemeente telde 5.889 inwoners op 1 januari 2024 en heeft een oppervlakte van 647,22 vierkante kilometer.
Tõrva was tot in oktober 2017 een stadsgemeente, maar in die maand werden de gemeenten Helme, Hummuli en Põdrala en het dorp Soontaga uit de gemeente Puka bij Tõrva gevoegd. Daarmee werd Tõrva van stadsgemeente landgemeente.
In de gemeente ligt Kasteel Taagepera. Het dorp Holdre heeft een landhuis, gebouwd in jugendstil.

## Plaatsen
De gemeente telt:
- één stad: Tõrva;
- twee plaatsen met de status van vlek (alevik): Helme en Hummuli;
- 37 plaatsen met de status van dorp (küla): Aitsra, Ala, Alamõisa, Holdre, Jeti, Jõgeveste, Kähu, Kalme, Karjatnurme, Karu, Kaubi, Kirikuküla, Koorküla, Kulli, Kungi, Leebiku, Linna, Liva, Lõve, Möldre, Patküla, Piiri, Pikasilla, Pilpa, Pori, Puide, Ransi, Reti, Riidaja, Roobe, Rulli, Soe, Soontaga, Taagepera, Uralaane, Vanamõisa, Voorbahi.

Landgemeenten: Otepää · Tõrva · Valga